# Oddbjørn Engvold
Oddbjørn Engvold, né le 7 avril 1938 à Askim, est un astronome norvégien.

## Biographie
Il est né le 7 avril 1938 à Askim. Sa spécialité est la physique solaire et il a été nommé professeur à l'Université d'Oslo en 1989. Il a été secrétaire général de l'Union astronomique internationale de 2003 à 2006 et membre du conseil d'administration de l'Académie norvégienne des sciences et des lettres de 1993 à 1998.